# Epidendrum robustum
Epidendrum robustum är en orkidéart som beskrevs av Célestin Alfred Cogniaux. Epidendrum robustum ingår i släktet Epidendrum och familjen orkidéer. Inga underarter finns listade i Catalogue of Life.

## Bildgalleri

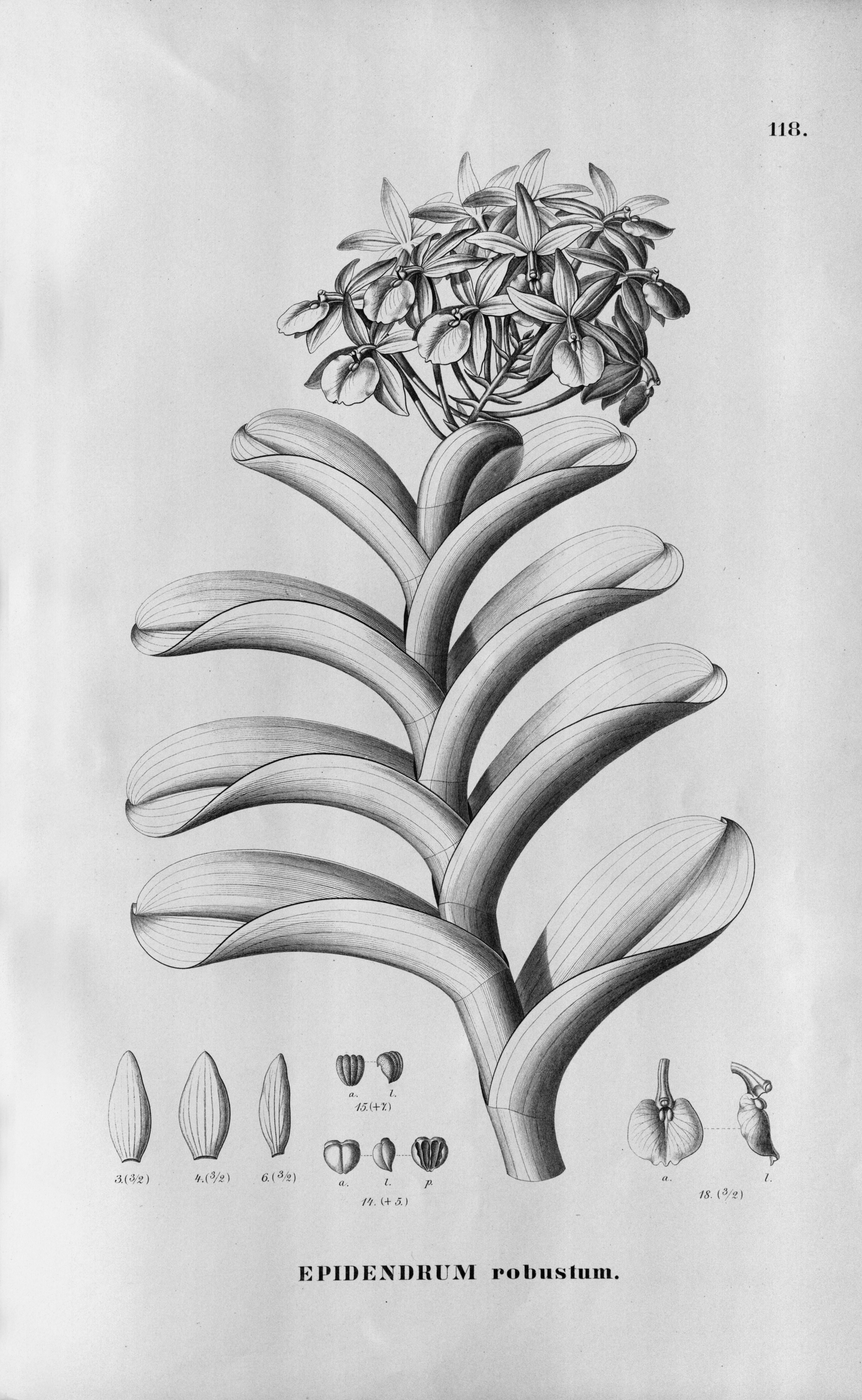